# Claudio Alsuyet
Claudio Alsuyet (* 14. Oktober 1957 in Buenos Aires) ist ein argentinischer Komponist.
Alsuyet hatte von 1962 bis 1972 Klavier- und Gitarrenunterricht am Konservatorium von Buenos Aires. Er nahm dann Flötenunterricht bei Susana Graetzer am Collegium Musicum und nahm von 1976 bis 1978 privaten Unterricht in Musiktheorie bei Julio Palacio. Zwischen 1976 und 1986 studierte er Harmonielehre, Kontrapunkt, Orchestration und
Komposition bei Guillermo Graetzer, außerdem elektronische Musik bei Francisco Kröpfl (1982) und Gesang bei Lucia Maranca (1984–86). Seine kompositorische Ausbildung vervollkommnete er bei Gerardo Gandini (1991).
Für das Ballett Maquina de estampillar erhielt er 1991 den ersten Preis beim internationalen Tanzwettbewerb von Argentinien, im gleichen Jahr zeichnete ihn der argentinische Komponistenverband für seine Dos Dúos für Flöte, Cello, Klarinette und Viola aus. 1993 wurde er künstlerischer Leiter der Asociación Cultural Pestalozzi. Im Folgejahr zeichnete ihn das Radio Nacional de Música Clásica für seine elektroakustischen Kompositionen aus, und er wurde Juror der Tribuna Nacional de Música Electroacústica zur Auswahl der Stücke für den Wettbewerb der Tribuna Internacional de Música Electroacústica der UNESCO.
Von 1996 bis 1998 war Alsuyet musikalischer Direktor des Centro de Estudio de las Artes. Zur gleichen Zeit gründete er das Ensamble de cámera para la música del siglo XX, mit dem er Werke zeitgenössischer argentinischer und ausländischer Komponisten aufführte. Als künstlerischer Leiter der Solistas de Música Contemporánea führte er u. a. Werke von Patricia Da Dalt, Andrés Spiller, Oscar Baquedano, Elías Gurevich, Marcela Magín, Lucrecia Jancsas, Susana Kasakoff und Jorge Pérez Tedesco auf.
Für die Revista Clásica verfasste Alsuyet Artikel über zeitgenössische Komponisten und Kommentare zu CDs mit neuer Musik. Für seine Misa da Requiem erhielt er 1998 die Beca Antorchas. Für das Goethe-Institut Buenos Aires gab er 2000 Kurse über zeitgenössische Komponisten wie György Ligeti, Sidney Corbett, Manfred Stahnke und Hans Peter Reutter. 2001 wurde am Teatro Colón seine Komposition Buenos Aires, abril uraufgeführt.

## Werke
- Estrictas estructuras für Gesang und Klavier, 1984
- Dos Dúos für Flöte, Viola, Klarinette, und Cello, 1990
- Máquina de estampuillar, Ballett, 1990
- Sólo Saxo Baritóno, 1991
- J.S.Roger (homenaje) für Kammerensemble, 1992
- Trio für Violine, Viola und Cello, 1993
- Cellici für Celloquintett, 1993
- Triemme für Viola solo, 1994
- Hómulo en vuelo (Text: Silvia Delucchi) für Sopran, Cello und Klavier, 1994
- In memorian Tomas Tichauer, 1995
- 7 Postales für Vokaloktett und Kammerensemble, 1995–96
- Concierto für Flöte und Streichorchester, 1996–97
- Roger-Naimi für Klavier, 1996
- Dos de Lugones (Texte von Leopoldo Lugones) für Frauenchor, 1998
- Sanctus - Agnus Dei für gemischten Chor, 1998
- Requiem für gemischten Chor, 1998
- Ella iba de pana azul (Text: Juan L. Ortiz) für gemischten Chor, 1998
- Algo (Text von Alejandra Pizarnik) für gemischten Chor, 1998
- Juliet für Oboe und Streichquartett, 1999
- Misa de Requiem für gemischten Chor, 1998–99
- Tres canciones de Alejandra Pizarnik, 2000
- Buenos Aires, Abril für Violine und Marimba, 2000
- Sólo Oboe, 2001
- En la Isla, Oper (Libretto: Santiago Pintabona), 2002
- Lyricargentina (Texte von Jorge Zanada) für Mezzosopran, Bariton, Oboe, Bandoneon und Klavier, 2003
- Concierto para piano y percisión, 2003
- Metáforas de un viaje al blanco, 2003
- Cuarteto für Oboe, Violine, Viola und Cello, 2003